# Edy Schmid
Edy Schmid (3. maj 1911 – 25. september 2000) var en schweizisk håndboldspiller som deltog under Sommer-OL 1936.
Han var en del af det schweiziske håndboldlandshold, som vandt en bronzemedalje. Han spillede i tre kampe som målmand.